# David Dastmalchian
David Dastmalchian (em persa: دیوید دستمالچیان; romaniz.: /dəstˈmɑːltʃən/); Allentown, 21 de julho de 1975) é um ator de cinema e teatro, roteirista e produtor estadunidense. Ele teve papéis coadjuvantes em várias franquias de super-heróis: ele interpretou Thomas Schiff em The Dark Knight (2008), Kurt e Veb na franquia Ant-Man, Abra Kadabra em The Flash, da The CW, e Homem-Bolinha em The Suicide Squad (2021).
Dastmalchian apareceu em três filmes dirigidos por Denis Villeneuve: Prisoners (2013), Blade Runner 2049 (2017) e Dune (2021). Embora seja mais conhecido por seu trabalho como ator coadjuvante, Dastmalchian teve papéis principais no filme semiautobiográfico de 2014, Animals, que ele escreveu, e no filme de terror de 2023, Late Night with the Devil, que ele produziu.

## Biografia
Dastmalchian nasceu em Allentown, Pensilvânia, filho de pai iraniano de origem persa e mãe norte-americana de ascendência italiana, irlandesa, inglesa e francesa. Ele foi criado em Overland Park, Kansas, onde estudou na Shawnee Mission South High School. Enquanto crescia, ele gostava de futebol, teatro e quadrinhos. Ele estudou na The Theatre School at DePaul University e se formou em 1999. Antes de iniciar sua carreira como ator, ele lidou com a dependência química em heroína por cinco anos. Ele escreveu sobre suas experiências em seu roteiro de Animals e continua defendendo a saúde mental e programas de tratamento de abuso de substâncias.

## Carreira
Dastmalchian iniciou sua carreira profissional em meados dos anos 2000 em Chicago, trabalhando no palco e em comerciais. Ele foi aclamado por papéis principais em The Glass Menagerie, de Tennessee Williams, e Buried Child, de Sam Shepard, no Shattered Globe Theatre, em Chicago. Ele esteve envolvido com várias companhias de teatro de Chicago e foi um associado artístico no Caffeine Theatre.
Sua estreia no cinema aconteceu no final dos anos 2000, como um capanga do Coringa, chamado Thomas Schiff, em The Dark Knight, de Christopher Nolan. Seu retrato de Bob Taylor em Prisoners, de Denis Villeneuve, recebeu críticas positivas. Richard Corliss, da Time, chamou o desempenho de Dastmalchian de "excelente — tagarela, modesto com alguma psicopatia sutil reveladora" e Paul MacInnes, do The Guardian, comparou sua introdução como um novo suspeito à entrada de Kevin Spacey em Seven. Ele tem papéis em dois outros filmes de Villeneuve, aparecendo em Blade Runner 2049 e Dune.
Em março de 2014, Dastmalchian recebeu o Prêmio Especial do Júri por Coragem em Contar Histórias no Festival de Cinema South by Southwest. Escreveu e estrelou o longa-metragem Animals, dirigido por Collin Schiffli. Ashley Moreno, do The Austin Chronicle, credita ao roteiro de Dastmalchian "uma autenticidade que muitas vezes falta em filmes sobre abuso de drogas". Brian Tallerico, do Film Threat, elogia o desempenho de Dastmalchian, observando sua capacidade de "capturar aquele sentimento de autoaversão que transparece na linguagem corporal de um viciado sem exagerar".
Outras aparições em filmes incluem papéis principais no thriller psicológico The Employer, o hit indie Sushi Girl, o drama Cass (vencedor, San Diego Black Film Festival), Girls Will Be Girls 2012 (uma sequência do sucesso cult de 2003, Girls Will Be Girls), Saving Lincoln, Virgin Alexander, Ant-Man e Chronic, de Michel Franco.
Ele também apareceu na televisão: como Simon na série de ficção científica da Fox, Almost Human, no episódio "Simon Says"; como especialista em xadrez e suspeito de assassinato na série dramática de procedimentos forenses, CSI: Crime Scene Investigation; e como Oz Turner na série dramática Intruders. Outras aparições na televisão incluem a sitcom The League, a série dramática policial Ray Donovan e o drama médico ER.
Dastmalchian interpretou o vilão da DC Comics, Abra Kadabra, nas temporadas 3 e 7 de The Flash.
Ele também voltou para a sequência de Ant-Man, Ant-Man and the Wasp (2018) e apareceu como Homem-Bolinha em The Suicide Squad (2021).

## Vida pessoal
Dastmalchian é casado com a artista Evelyn "Eve" Leigh; eles se casaram no final dos anos 2000 e têm filhos.
Dastmalchian tem vitiligo desde criança. Quando criança, ele foi ridicularizado devido à sua condição e disse que, como resultado, sentiu uma conexão com o Homem-Bolinha, personagem que retratou no filme The Suicide Squad.

## Filmografia

### Cinema
| Ano  | Título                                                   | Personagem                                               | Notas                                                               |
| ---- | -------------------------------------------------------- | -------------------------------------------------------- | ------------------------------------------------------------------- |
| 2008 | The Dark Knight                                          | Thomas Schiff                                            |                                                                     |
| 2009 | Horsemen                                                 | Terrence                                                 |                                                                     |
| 2012 | 1,000 Times More Brutal                                  | Antonio Scarafini                                        | Também conhecido como Brutal                                        |
| 2012 | Sushi Girl                                               | Nelson                                                   |                                                                     |
| 2013 | Saving Lincoln                                           | Major Eckert                                             |                                                                     |
| 2013 | The Employer                                             | James Harris                                             |                                                                     |
| 2013 | Prisoners                                                | Bob Taylor                                               |                                                                     |
| 2014 | Animals                                                  | Jude                                                     | Tmabém como roteirista SXSW Film Festival – Prêmio Especial do Júri |
| 2014 | Angry Video Game Nerd: The Movie                         | Sargento L. J. Ng                                        | participação especial                                               |
| 2015 | Chronic                                                  | Bernard                                                  |                                                                     |
| 2015 | Ant-Man                                                  | Kurt                                                     |                                                                     |
| 2017 | The Belko Experiment                                     | Lonny                                                    |                                                                     |
| 2017 | Blade Runner 2049                                        | Coco                                                     |                                                                     |
| 2018 | Ant-Man and the Wasp                                     | Kurt                                                     |                                                                     |
| 2018 | Bird Box                                                 | Saqueador que assobia                                    |                                                                     |
| 2018 | A Million Little Pieces                                  | Roy                                                      |                                                                     |
| 2018 | The Domestics                                            | Willy Cunningham                                         |                                                                     |
| 2018 | Relaxer                                                  | Cam                                                      |                                                                     |
| 2018 | All Creatures Here Below                                 | Gensan                                                   | Também como roteirista                                              |
| 2019 | Teacher                                                  | James Lewis                                              |                                                                     |
| 2019 | Madness in the Method                                    | A testemunha                                             |                                                                     |
| 2019 | Jay and Silent Bob Reboot                                | oficial da SWAT                                          | participação especial                                               |
| 2021 | Batman: The Long Halloween, Part One                     | Julian Day / Homem-Calendário                            | Voz; Direto para DVD                                                |
| 2021 | The Suicide Squad                                        | Abner Krill / Homem-Bolinha                              |                                                                     |
| 2021 | Batman: The Long Halloween, Part Two                     | Julian Day / Homem-Calendário Oswald Cobblepot / Pinguim | Voz; Direto para DVD                                                |
| 2021 | Dune                                                     | Piter De Vries                                           |                                                                     |
| 2022 | Weird: The Al Yankovic Story                             | John Deacon                                              | Participação                                                        |
| 2023 | Ant-Man and the Wasp: Quantumania                        | Veb                                                      |                                                                     |
| 2023 | Late Night with the Devil                                | Jack Delroy                                              | Também produtor executivo                                           |
| 2023 | Boston Strangler                                         | Albert DeSalvo                                           |                                                                     |
| 2023 | The Boogeyman                                            | Lester Billings                                          |                                                                     |
| 2023 | Oppenheimer                                              | William L. Borden                                        |                                                                     |
| 2023 | The Last Voyage of the Demeter                           | Wojchek                                                  |                                                                     |
| 2023 | Justice League x RWBY: Super Heroes & Huntsmen, Part Two | The Flash / Barry Allen                                  | Voz; Direto para DVD                                                |
| 2024 | Afraid                                                   | Lightning                                                |                                                                     |
| 2024 | The Life of Chuck                                        |                                                          |                                                                     |
| TBA  | Dust Bunny                                               | TBA                                                      | Pós-produção                                                        |

### Televisão
| Ano        | Título                               | Personagem                | Notas                                                               |
| ---------- | ------------------------------------ | ------------------------- | ------------------------------------------------------------------- |
| 2008       | ER                                   | Jovem rapaz               | Episódio: "Heal Thyself"                                            |
| 2012       | The League                           | Funcionário do necrotério | Episódio: "Judge MacArthur"                                         |
| 2013       | Ray Donovan                          | Professor de inglês       | Episódio: "Black Cadillac"                                          |
| 2014       | CSI: Crime Scene Investigation       | Lee Crosby                | Episódio: "Killer Moves"                                            |
| 2014       | Almost Human                         | Simon                     | Episódio: "Simon Says"                                              |
| 2014       | Intruders                            | Oz Turner                 | Episódio: "She Was Provisional"                                     |
| 2015       | CSI: Cyber                           | Logan Reeves              | Episódio: "Family Secrets"                                          |
| 2016       | 12 Monkeys                           | Kyle Slade                | 2 episódios                                                         |
| 2016–2021  | MacGyver                             | Murdoc                    | 11 episódios                                                        |
| 2017       | Gotham                               | Dwight Pollard            | Episódios: "Ghosts" e "Smile Like You Mean It"                      |
| 2017       | Twin Peaks                           | Pit Boss Warrick          | 3 episódios                                                         |
| 2017       | Svengoolie                           | Ele mesmo                 | Convidado de estúdio, 2 aparições                                   |
| 2017, 2021 | The Flash                            | Abra Kadabra              | 2 episódios                                                         |
| 2019       | Reprisal                             | Johnson                   | 9 episódios                                                         |
| 2021       | What If...?                          | Kurt (voz)                | Episódio: "What If... Zombies?!"                                    |
| 2022       | The Boulet Brothers' Dragula: Titans | Ele mesmo                 | Juiz convidado, episódio: "Science-Fiction (Horror) Double Feature" |
| 2023       | Miracle Workers                      | Ugulus Sleeze             | Episódio: "H.O.A"                                                   |
| 2023       | The Boulet Brothers' Dragula         | Ele mesmo                 | Juiz convidado, episódio: "Pleasure Planet X"                       |
| 2024       | The Rookie                           | Ray Watkins               | Episódios: "The Vow" e "Secrets and Lies"                           |
| 2025       | One Piece                            | Sr. 3                     | 2ª Temporada; filmando                                              |
| TBA        | Murderbot                            | Gurathin                  | filmando                                                            |

### Video clipes
| Ano  | Título                     | Personagem | Artista            |
| ---- | -------------------------- | ---------- | ------------------ |
| 2012 | "Constant Conversations"   |            | Passion Pit        |
| 2015 | "Everyone's Summer of '95" |            | Iron & Wine        |
| 2018 | "Catch It"                 |            | Iceage             |
| 2018 | "Dark Speed"               |            | Failure            |
| 2018 | "GALAKTIKON: Nightmare"    | Triton     | Brendon Small      |
| 2019 | "Steve Jobs"               |            | Xia Xia Technique  |
| 2020 | ”Obsession"                |            | Puddles Pity Party |
| 2020 | "Sword and Shield"         |            | Ken Andrews        |

## Teatro
| Ano       | Título                           | Personagem                                  | Companhia                | Notas                   |
| --------- | -------------------------------- | ------------------------------------------- | ------------------------ | ----------------------- |
| 1999-2000 | To Live As Variously As Possible | Larry Rivers                                | TimeLine Theatre         | produção de Chicago     |
| 2005      | Salome                           |                                             | The Side Project Theatre | produção de Chicago     |
| 2007      | Bach at Leipzig                  | Johann Martin Steindorff, Georg Lenck (u/s) | Writers' Theatre         | produção de Chicago     |
| 2007      | Othello                          | Montano                                     | Writers' Theatre         | produção de Chicago     |
| 2007      | Suddenly, Last Summer            | George Holly                                | Shattered Globe Theatre  | produção de Chicago     |
| 2008      | As You Like It                   | Le Beau                                     | Writers' Theatre         | produção de Chicago     |
| 2008      | The Glass Menagerie              | Tom Wingfield                               | Shattered Globe Theatre  | produção de Chicago     |
| 2009      | Buried Child                     | Vince                                       | Shattered Globe Theatre  | produção de Chicago     |
| 2010      | Hamlet, Prince of Puddles        | Claudius                                    | Bootleg Theater          | produção de Los Angeles |